# Korisós
Korisós (Korisos) är en ort i Grekland.   Den ligger i prefekturen Nomós Kastoriás och regionen Västra Makedonien, i den norra delen av landet, 300 km nordväst om huvudstaden Aten. Korisós ligger 710 meter över havet och antalet invånare är 998.
Terrängen runt Korisós är huvudsakligen kuperad, men västerut är den platt. Runt Korisós är det ganska glesbefolkat, med 23 invånare per kvadratkilometer. Närmaste större samhälle är Kastoria, 9,8 km väster om Korisós. Omgivningarna runt Korisós är en mosaik av jordbruksmark och naturlig växtlighet.